# Marathon masculin aux championnats du monde d'athlétisme 2009
Navigation
Osaka 2007 Daegu 2011
L'épreuve du marathon masculin des championnats du monde de 2009 s'est déroulée le 22 août 2009 dans les rues de Berlin, en Allemagne, avec une arrivée au Stade olympique. Elle est remportée par le Kényan Abel Kirui.

## Records et performances

### Records
Les records du marathon hommes (mondial, des championnats et par continent) étaient avant les championnats 2009 les suivants.
| Record                    | Athlète               | Pays       | Temps           | Lieu    | Date              |
| ------------------------- | --------------------- | ---------- | --------------- | ------- | ----------------- |
| Record du monde           | Haile Gebrselassie    | Éthiopie   | 2 h 03 min 59 s | Berlin  | 28 septembre 2008 |
| Record des championnats   |                       |            |                 |         |                   |
| Record d'Afrique          | Haile Gebrselassie    | Éthiopie   | 2 h 03 min 59 s | Berlin  | 28 septembre 2008 |
| Record d'Asie             | Toshinari Takaoka     | Japon      | 2 h 06 min 16 s | Chicago | 13 octobre 2000   |
| Record d'Amérique du Nord | Khalid Khannouchi     | États-Unis | 2 h 05 min 38 s | Londres | 14 avril 2002     |
| Record d'Amérique du Sud  | Ronaldo da Costa      | Brésil     | 2 h 06 min 05 s | Berlin  | 20 septembre 1998 |
| Record d'Europe           | António Pinto         | Portugal   | 2 h 06 min 36 s | Londres | 16 avril 2000     |
| Record d'Europe           | Benoît Zwierzchiewski | France     | 2 h 06 min 36 s | Paris   | 6 avril 2003      |
| Record d'Océanie          | Robert de Castella    | Australie  | 2 h 07 min 51 s | Boston  | 21 avril 1986     |

## Critères de qualification
Pour se qualifier, il fallait avoir réalisé moins de 2 h 18 min 00 s sur la distance traditionnelle de 42,195 km entre le 3 septembre 2007 et le 3 août 2009.

## Médaillés
| Or               | Argent                           | Bronze              |
| Abel Kirui (KEN) | Emmanuel Kipchirchir Mutai (KEN) | Tsegay Kebede (ETH) |

## Résultats
| Rang               | Athlète                    | Nationalité    | Temps           | Notes |
| ------------------ | -------------------------- | -------------- | --------------- | ----- |
| Médaille d'or      | Abel Kirui                 | Kenya          | 2 h 06 min 54 s | CR    |
| Médaille d'argent  | Emmanuel Kipchirchir Mutai | Kenya          | 2 h 07 min 48 s |       |
| Médaille de bronze | Tsegay Kebede              | Éthiopie       | 2 h 08 min 35 s |       |
| 4                  | Yemane Tsegay              | Éthiopie       | 2 h 08 min 42 s |       |
| 5                  | Robert Kipkoech Cheruiyot  | Kenya          | 2 h 10 min 46 s | SB    |
| 6                  | Atsushi Sato               | Japon          | 2 h 12 min 05 s |       |
| 7                  | Adil Ennani                | Maroc          | 2 h 12 min 12 s |       |
| 8                  | José Manuel Martínez       | Espagne        | 2 h 14 min 04 s | SB    |
| 9                  | José Moreira               | Portugal       | 2 h 14 min 05 s | PB    |
| 10                 | Luís Feiteira              | Portugal       | 2 h 14 min 06 s |       |
| 11                 | Masaya Shimizu             | Japon          | 2 h 14 min 06 s |       |
| 12                 | Norman Dlomo               | Afrique du Sud | 2 h 14 min 39 s | SB    |
| 13                 | Fernando Silva             | Portugal       | 2 h 14 min 48 s |       |
| 14                 | Satoshi Irifune            | Japon          | 2 h 14 min 54 s | SB    |
| 15                 | Dejene Yirdaw              | Éthiopie       | 2 h 15 min 09 s |       |
| 16                 | Marilson dos Santos        | Brésil         | 2 h 15 min 13 s | SB    |
| 17                 | Johannes Kekana            | Afrique du Sud | 2 h 15 min 28 s | SB    |
| 18                 | André Pollmächer           | Allemagne      | 2 h 15 min 36 s |       |
| 19                 | Adriano Bastos             | Brésil         | 2 h 15 min 39 s | PB    |
| 20                 | Oleg Kulkov                | Russie         | 2 h 15 min 40 s |       |

### Temps intermédiaires
| Distance      | Athlète                    | Pays     | Temps           |
| ------------- | -------------------------- | -------- | --------------- |
| 5 km          | Robert Kipkoech Cheruiyot  | Kenya    | 15 min 09 s     |
| 10 km         | Deriba Merga               | Éthiopie | 30 min 08 s     |
| 15 km         | Deriba Merga               | Éthiopie | 44 min 57 s     |
| 20 km         | Emmanuel Kipchirchir Mutai | Kenya    | 59 min 42 s     |
| Semi-marathon | Tsegay Kebede              | Éthiopie | 1 h 03 min 03 s |
| 25 km         | Robert Kipkoech Cheruiyot  | Kenya    | 1 h 14 min 38 s |
| 30 km         | Abel Kirui                 | Kenya    | 1 h 29 min 43 s |
| 35 km         | Abel Kirui                 | Kenya    | 1 h 44 min 56 s |
| 40 km         | Abel Kirui                 | Kenya    | 2 h 00 min 10 s |

## Légende
Records et Performances
- AR : Record continental (area record)
- CR : Record des championnats (championship record)
- MR : Record du meeting (meet record)
- NR : Record national (national record)
- OR : Record olympique (olympic record)
- PR : Record paralympique (paralympic record)
- PB : Record personnel (personal best)
- SB : Meilleure performance personnelle de la saison (season's best)
- WL : Meilleure performance mondiale de l'année (world leader)
- WJR : Record du monde junior (world junior record)
- WR : Record du monde (world record)

Circonstances et Conditions
- DNF : N'a pas terminé (did not finish)
- DNS : N'a pas pris le départ (did not start)
- DQ : Disqualification (disqualification)
- NM : Aucun essai valable enregistré (No Mark)
- Q : Qualifié « directement » au prochain tour (ou à la prochaine compétition), lors d'une compétition majeure, grâce au classement ou à la réalisation des minima (automatic qualifier)
- q : Qualifié au prochain tour (ou à la prochaine compétition), lors d'une compétition majeure, grâce au repêchage ou à la réalisation de l'une des meilleures performances parmi celles des « non qualifiés directement » (grâce au meilleur temps ou à la meilleure distance par exemple) (secondary qualifier)